# Trabalhador honrado da ciência da Federação Russa
"Trabalhador honrado da Ciência da Federação Russa" (Заслуженный деятель науки РФ, em russo) é um título honorífico concedido pela Federação Russa.

## Criação
O título "Trabalhador honrado da Ciência da Federação Russa" foi criado pelo Decreto Presidencial n.º 1341 em 30 de dezembro de 1995 "que estabelece os títulos honoríficos da Federação Russa, a aprovação das disposições dos títulos honoríficos e descrições da medalha de honra ao posto da Federação Russa" .

## Concessão
É atribuído a um cientista extraordinário de mérito:
- Pelo desenvolvimento de orientações prioritárias da ciência e da tecnologia, contribuindo para a implementação de alguns avanços significativos em termos científicos e tecnológicos das organizações russas, bem como proporcionar a liderança da Federação Russa no mundo científico;
- Pela implementação bem sucedida e uso dos desenvolvimentos científicos e seus resultados em uma indústria de alta tecnologia;
- Pela criação de escolas de pesquisa interdisciplinares, nomeadamente no domínio da nanotecnologia;
- Pelo desenvolvimento e implementação de atividades de pesquisa em instituições de ensino superior da Federação Russa com o apoio do trabalho de estudantes de pós-graduação e jovens cientistas.